# Jonathan Henrique Silva
Jonathan Henrique Silva, född 21 juli 1991, är en friidrottare från Brasilien. Han deltog vid olympiska sommarspelen 2012.